# Анджалі Вотсон
Анджалі Вотсон — захисниця природи зі Шрі-Ланки. Вона відома своїм внеском у охорону леопардів і заснувала Фонд Wilderness та Wildlife Conservation Trust, організацію з охорони та досліджень.

## Освіта
Ватсон закінчила Університет Макмастера зі ступенем екологічних досліджень і отримав ступінь магістерки екології в Единбурзькому університеті.

## Кар'єра
У 2000 році вона ініціювала проєкт «Леопард». Робота Вотсон передбачає сприяння співіснуванню людей і леопардів (Panthera pardus kotiya) в Центральному нагір'ї Шрі-Ланки, яке є об'єктом Всесвітньої спадщини ЮНЕСКО.
У 2004 році вона заснувала Фонд Wilderness та Wildlife Conservation Trust, який збирає дані за допомогою технології камер сенсору руху, щоб підтримувати заповідники та створювати нові ділянки землі, де леопарди можуть бродити без пасток.

## Нагороди та визнання
У 2018 році вона отримала премію Whitely Award. Вотсон була представлена у першому списку 35 до 35 років журналу Cosmopolitan Magazine Sri Lanka.

## Публікації
- Лісовий покрив та рівень захищеності впливають на поширення по всьому острову верхівкового хижого і зонтичного виду, шрі-ланкійського леопарда (Panthera pardus kotiya).[19]
- Щільність леопардів (Panthera pardus kotiya) в національному парку Гортон Плейнс в Центральному нагір'ї Шрі-Ланки.[20]
- Екологія та поведінка популяції леопарда Шрі-Ланки (Panthera pardus kotiya) на заповідній території.[21]
- Нотатки про статус, поширення та чисельність шрі-ланкійського леопарда на центральних пагорбах Шрі-Ланки.[22]
- Картування чорних пантер: Макроекологічне моделювання меланізму у леопардів (Panthera pardus).[23]